# Scopalina rubra
Scopalina rubra är en svampdjursart som först beskrevs av Jean Vacelet och Vasseur 1971.  Scopalina rubra ingår i släktet Scopalina och familjen Dictyonellidae.
Artens utbredningsområde är Madagaskar. Inga underarter finns listade i Catalogue of Life.